# Museo Gurvich
El Museo Gurvich es una institución cultural ubicada en la calle Sarandí 524, Montevideo, Uruguay. Fue creado por la Fundación Gurvich en 2005 con el fin de promover la obra y vida del artista uruguayo José Gurvich. Funcionó en forma privada hasta diciembre de 2018, cuando fue comprado por el estado uruguayo y pasó a depender del Ministerio de Educación y Cultura de Uruguay, siendo gestionado por la Fundación Gurvich.
El acervo del museo está integrado por libros, catálogos, láminas y tarjetas, así como el usufructo de una colección permanente de óleos, dibujos, acuarelas, murales, esculturas y objetos. La colección comprende 266 piezas. Entre otras funciones, tiene que ver con la certificación de legitimidad de la obra de José Gurvich y la gestión de los derechos de autor.

## Historia
El museo fue inaugurado el 14 de octubre de 2005 y estuvo cerrado desde fines del 2013 al 2015. Originalmente estuvo ubicado en la calle Ituzaingó 1377, luego se comunicó el cierre temporal por cambio de sede, mudándose al edificio ubicado en la Peatonal Sarandí 524.
La nueva sede cuenta con la incorporación del gran mural constructivo que Gurvich realizara en 1963 para la Caja de Pensiones del Frigorífico del Cerro, el mismo pertenece al acervo del BPS y fue restaurado para su exhibición en el museo.
Originalmente, el edificio de la nueva sede tenía una planta baja y dos plantas altas de generosa altura servidas por una escalera de mármol ubicada contra la medianera oeste. La edificación preexistente tenía unos 525 m², más un pequeño subsuelo de 20 m².
El edificio es patrimonio histórico, el predio adquirido tiene un frente de aprox. 7.00 x 25.00 m de profundidad y está orientado al norte, por lo cual tiene un óptimo asoleamiento.
Fue reciclado por los arquitectos Fernando Giordano y Rafael Lorente cuenta con todas sus colecciones en exhibición permanente así como la incorporación de un gran espacio para exposiciones de arte contemporáneo de carácter transitorio, totalizando unos 900 m² en seis plantas.
Antes de la reinauguración y mientras preparaba los detalles finales de la nueva sede, el hijo del artista dijo: 

"Mi padre fue un gran alumno de Torres García, un gran divulgador de su Universalismo Constructivo, para luego llegar a una madurez plástica en la que construyó su propio lenguaje."
 Martín Gurvich, noviembre de 2015.

## Fundación José Gurvich
Su fundadora fue Julia Añorga de Gurvich en el año 2001, junto a su hijo, Martín Gurvich, quien presidió la fundación hasta 2023 
Actualmente el presidente es el Cr. Joaquín Ragni, y forman parte del Consejo de Administración de la fundación: Tatiana Oroño, Diego Gamarra, Laura Alemán, Uruguay Russi, Juan Grasso y Maria Frick (representante del Ministerio de Educación y Cultura). 
La secretaría general del Consejo de Administración y la dirección ejecutiva de la Fundación está a cargo de la Lic. María Eugenia Méndez, además investigadora y curadora de arte. 
El Consejo Asesor está constituido por Julio María Sanguinetti, Wilfredo Penco, Martín Cerruti, Gabriel Peluffo Linari, Gustavo Serra, Isaac Lisenberg, Rafael Lorente y Mercedes Jauregui de Gattás.  
.

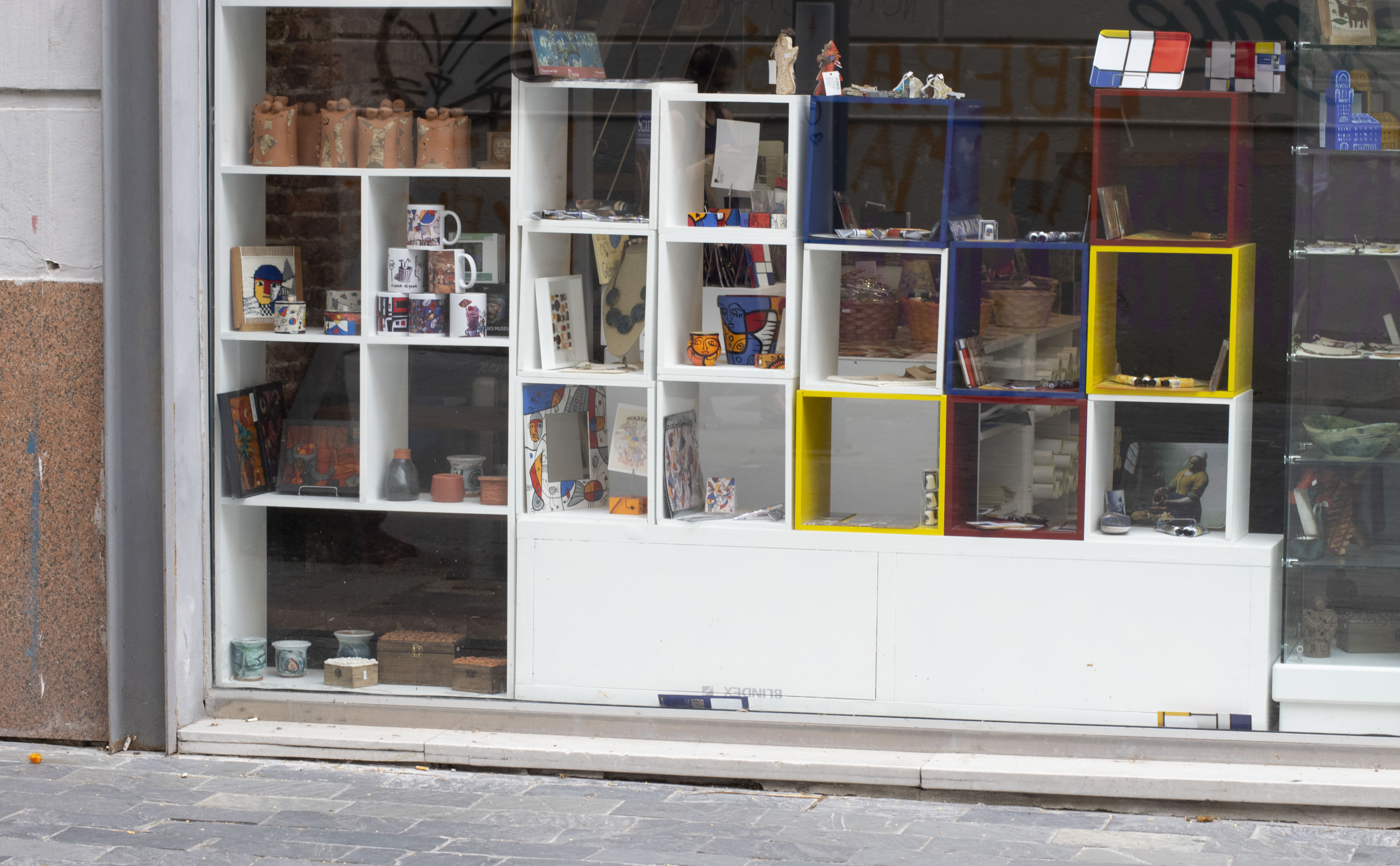
Sede del Museo Gurvich en 2019.

A fines de 2018 se anunció por parte del Ministerio de Educación y Cultura que el museo sería adquirido por el Estado uruguayo. El museo toda su obra y el padrón, finalmente fue adquirido por 2.8 millones de dólares en diciembre de 2018. La operativa implica la adquisición de las 226 piezas (entre pinturas, esculturas y objetos decorativos) por un valor de 2.1 millones de dólares y el edificio ubicado en la Peatonal Sarandí por 700.000 dólares.
Creado en 2005 y gestionado por la Fundación Gurvich, el museo estuvo cerrado entre 2013 y 2015. La compra del museo por parte del Estado suscitó diferentes reacciones en sociedad y la prensa.
El 21 de febrero de 2019 fue firmada la resolución por parte del Estado para la adquisición del museo y su obras.
La directora del museo es Vivian Honisgberg desde 2017.
El museo cobra entrada, los martes tiene acceso gratuito y además tiene diferentes convenios para poder acceder.